# Língua jebero
Jebero (Chebero, Xebero, Xihuila) é uma língua ameríndia falada pelos hativos Jeberos do distrito de Jebero, Peru. É falada somente por poucos adultos mais velhos. Faz para das línguas cahuapanas junto com a língua chayahuita.

## Fonologia

### Vogais
|         | Anterior | Central | Posterior |
| ------- | -------- | ------- | --------- |
| Fechada | i        |         | u         |
| Medial  |          | ɘ       |           |
| Aberta  |          | a       |           |

Monotongos do Jebero, from Valenzuela & Gussenhoven (2013)

- / i / varia entre [i], anterior fechada arrendondada i̞ e anterior meio-fechada arredondada [e]. [1]
- / u / varia entre fechada [ʊ] e quase meio arredondada [o], com a última realização sendo a mais usual. [1]
- / ɘ / varia entre ɛ̽ e quase centralmente não arredondada [ɘ]. [1]
  -  / ɘ / é mais curto que as outras vogais, particularmente entre consoantes surdas. [1]
  - A sequência  / ɘn / às vezes é percebida como um  [n̩] silábico. [1]
- / a / varia entre aberta [ä] e aberta-frontal retida [æ̠]. [1] O gráfico de vogais em Valenzuela  &  Gussenhoven  ( 2013) coloca  / a / na posição central quase aberta [ɐ].
  - Em sílabas fechadas,  / a / é percebida como central [ɜ] {}. [1]

### Consoantes
|             |             | Labial | Alveolar | Postalveolar | Velar | Glotal |     |
| ----------- | ----------- | ------ | -------- | ------------ | ----- | ------ | --- |
| Nasal       | Nasal       | m      | n        |              |       | ŋ      |     |
| Oclusiva    | Oclusiva    | p      | t        |              |       | k      | ʔ   |
| Africada    | Africada    |        |          | tʃ           |       |        |     |
| Fricativa   | Fricativa   |        | s        | ʃ            |       |        | (h) |
| Vibrante    | plana       |        | r        |              |       |        |     |
| Vibrante    | glotalizada |        | ˀr       |              |       |        |     |
| Aproximante | central     | w      | ð        |              | j     |        |     |
| Aproximante | lateral     |        | l        |              | ʎ     |        |     |

- / m, p / são Bilabiais, enquanto  / w / é Velar labializada.
- / tʃ / é uma africateda, ao invés de uma plosiva. [2] No entanto, foi colocada na tabela somente para economizar espaço.
- / n, t, ð, l / são Laminais Denti-alveolares n̪, t̪, ð̞, l̪. [3]
  - No sílaba final,  / n / é percebida com um contato mais amplo, maximamente dento.alveolo-velar  [n̪͡ŋ]. [3]
  - Depois de  / u, a /, o contato dento-alveolar geralmente não é feito, o que faz com que o  / n / soe mais como um velar nasal [ŋ]. [3]
  -  / ð / pode soar como se fosse uma consoante lateral, mas nunca é percebida como lateral. [1]
- / ɲ, ʎ / são dento.alveolo-palatais ɲ, ʎ̪. [3]
  -  / ʎ / às vezes é percebida como uma fricativa fraca ʎ̪. [1]
- / h / ocorre apenas na interjeição afirmativa  [ahã]. [2]
- / r / é percebida como uma Vibrante [ɾ] no início da sílaba e como um “trinado” [r] na sílaba final [3]
- / ˀr / é uma glotalizada [ˀɾ]. Intervocalmente, é percebida como uma sequência  [ɾʔ]. [3]

## Amostra de texto
I'pa'la' pa'a menmik. Pa'a ker u'kakuwa u'ka ñipullutek tampatnensek tekalek nadu'shen a'wanerek. Ker' u'ka', u'ka ker a'illichimpañantek dimuk i'na ani'ina ker u'kekma iya eksu'a wencher uklulu' ker. Uklulu' wa'kasu eklli nana'pu'si'la'.
Português
Vamos agora para a fazenda ir e pegar yucca. Suportando, desmembrando ela, nós xale. E a vara grossa que vamos acender para re-semear em outra videira para que possamos encontrar para que não percamos a mandioca durante o ano.